# Не мине і року...
«Не мине і року…» — радянський двосерійний телефільм 1973 року, знятий режисером Леопольдом Бескодарним на Кіностудії ім. О Довженка.

## Сюжет
Телефільм. Петра Івановича, досвідченого виконроба, довго вмовляли стати головним інженером тресту. Насилу вмовили. А через рік він повернувся на своє будівництво, напівсерйозно стверджуючи, що виконроб — не посада, а спеціальність.

## У ролях
- Геннадій Фролов — Петро Іванович Мусієнко
- Валентина Титова — Маргарита Василівна, вчителька
- Павло Кормунін — Терентій Захарович Лимар, столяр високого класу
- Маргарита Криніцина — Парасковія Архіпівна, дружина Терентія Лимаря
- Борис Заволокін — Альберт Опанасович, залицяльник Маргарити Василівни, вчитель фізкультури, боксер
- Вадим Медведєв — Кулішов, представник із міністерства
- Ніна Сазонова — Пелагея Василівна, прибиральниця у Головтресті, активістка профкому
- Костянтин Кульчицький — Іван Романович, чоловік Пелагії Василівни, що перевиховується п'яниця
- Людмила Сосюра — Любов Михайлівна, секретар
- Михайло Тягнієнко — Дмитро Павлович Щеглов, інженер будівельного Головтресту
- Володимир Мишаков — Георгій Андрійович Піменов, керуючий
- Ігор Стариков — Володимир Гаврилович Жигунов, парторг
- Ніна Матвієнко — Зіна, будівельник, наречена Миколи
- Володимир Волков — Микола, будівельник
- Олена Фещенко — Віра Лазутіна, маляр-штукатур
- Олександр Мілютін — Сергій Лазутін, будівельник-монтажник
- Олександр Безсмертний — Василь, будівельник
- Юрій Чернов — Козлов, столяр, новачок бригади комуністичної праці
- Геннадій Болотов — Орлов, виконроб
- Дмитро Миргородський — Ігор Оленуарович Свиридов, інженер будівельного Головтресту
- Олександр Ануров — інженер
- Г. Безсмертна — епізод
- Петро Вескляров — черговий пожежник у Палаці Культури
- Володимир Волков — товариш по чарці Івана Романовича
- Ада Волошина — будівельник
- Олександр Гай — Семенов Віктор Петрович, виконроб
- Георгій Георгіу — замовник
- Р. Гусєв — епізод
- Т. Іванцова — епізод
- Ірина Кихтьова — епізод
- В. Козулін — епізод
- Галина Нехаєвська — будівельник
- Раїса Пироженко — двірник
- Віктор Поліщук — директор Палацу Культури
- Михайло Свєтін — Петрушин, замовник
- Сергій Шеметило — кур'єр фірми «Світанок», доставка квітів
- Алім Федоринський — виконроб Тимошин
- Петро Філоненко — будівельник
- В. Худоба — епізод
- Світлана Кондратова — епізод
- Ніна Реус — епізод
- Борис Романов — перехожий на будівництві
- Ніна Ільїна — будівельник
- Андрій Подубинський — Федя, інженер
- Євген Галушко — робітник
- Алла Усенко — епізод

## Знімальна група
- Режисер — Леопольд Бескодарний
- Сценаристи — Борис Балтер, Володимир Войнович
- Оператор — Віталій Зимовець
- Композитор — Ілля Катаєв
- Художник — Володимир Цирлін